# Tadeusz Juja
Tadeusz Jan Juja (ur. 11 sierpnia 1945 w Kotuszu) – polski ekonomista, specjalizujący się w zakresie finansów publicznych, polityki budżetowej i opodatkowania, a także polityki gospodarczej i planowania; nauczyciel akademicki związany z Uniwersytetem Ekonomicznym w Poznaniu.

## Życiorys
Absolwent Technikum Rachunkowości Rolnej w Koźminie Wielkopolskim (1964) i Wyższej Szkoły Ekonomicznej w Poznaniu (1969). Od 1969 zatrudniony w tej uczelni (a następnie Akademii Ekonomicznej i Uniwersytecie Ekonomicznym) jako nauczyciel akademicki. W 1974 uzyskał tam stopień naukowy doktora na podstawie rozprawy pt. Analiza bilansowych i optymalizacyjnych modeli międzyregionalnych, a w 1991 stopień doktora habilitowanego na podstawie pracy pt. Programowanie problemowe w planowaniu makroekonomicznym.
Przeszedł szczeble kariery naukowej od asystenta stażysty (1969−1970), doktoranta (1970−1972), asystenta (1972−1974), adiunkta (1974−1994) po profesora nadzwyczajnego (1994−2014). W latach 1993−1999 był prodziekanem Wydziału Ekonomii, w latach 1999−2014 kierował studiami podyplomowymi podatków i skarbowości, a w latach 2009−2013 był kierownikiem Katedry Finansów Publicznych.
Wykładał także w Wyższej Szkole Zarządzania i Bankowości w Poznaniu, Państwowej Wyższej Szkole Zawodowej im. Stanisława Staszica w Pile i Wyższej Szkole Bankowej w Poznaniu. W latach 2007−2011 był członkiem Państwowej Komisji Egzaminacyjnej do Spraw Doradztwa Podatkowego.
Jego zainteresowania naukowe początkowo koncentrowały się na zagadnieniach polityki gospodarczej i planowania, a następnie na problematyce finansów publicznych, polityki budżetowej i opodatkowania. Opublikował 60 prac naukowych, wypromował 6 doktorów i zrecenzował 12 rozpraw doktorskich.

## Odznaczenia
Odznaczony m.in. Złotym Krzyżem Zasługi i Medalem Komisji Edukacji Narodowej.

## Publikacje
- Źródła niepowodzeń planowania centralnego i kierunki jego przebudowy, współautor Włodzimierz Dymarski, Ekonomista 1988, nr 1.
- Programowanie problemowe w planowaniu makroekonomicznym, wyd. 1991, ISSN 0860-3162.
- Analiza finansowa i opodatkowanie przedsiębiorstw. Studium przypadków (red.), wyd. 2007, ISBN 978-83-88544-44-6.
- Polityka budżetowa i podatki. Wybrane zagadnienia (red.), wyd. 2010, ISSN 1689-7374.
- Studia z zakresu finansów i polityki fiskalnej (red.), wyd. 2011, ISSN 1689-7374.
- Finanse publiczne (red.), wyd. 2011, ISBN 978-83-7417-559-3.